# 기욤 앙리 뒤푸르

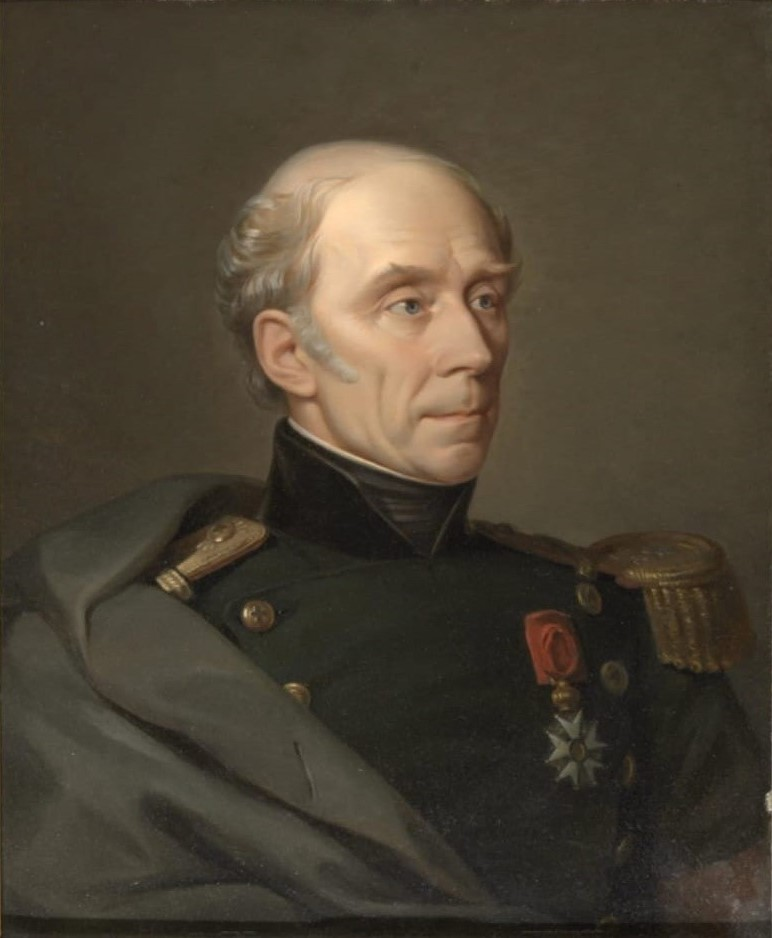
기욤 앙리 뒤푸르

기욤 앙리 뒤프르(Guillaume Henri Dufour, 1787년 9월 15일 ~ 1875년 7월 14일)는 스위스의 통일을 주도한 장군이다. 그는 당시 오스트리아-프로이센의 동맹세력과 존더분트에 맞서 승리했다. 이로써, 스위스는 다시 한번 자주독립국임을 보장받았다.
뒤푸르는 그의 부모가 제네바에서 일시적으로 추방당했던 시절 콘스탄츠에서 태어났다. 그의 아버지 베데딕트는 제네바의 시계공이자 농부였는데, 그가 일전에 의학과 미술을 공부했던 제네바의 학교로 아들을 보내게된다
그 뒤 1807년, 뒤푸르는 파리로 가서 에콜 폴리테크니크에 들어갔는데, 그 후에 사관학교로 진학하였다. 이 때, 장 니콜라스 피에르 아셰트의 문하에서 도형 기하학을 공부하였고, 1809년에 5등으로 졸업하여 에콜 다플리카시온에 군사 기계학을 공부하기 위하여 진학한다.
1810년에는 영국의 공격으로부터 케르키라섬을 방어하기 위하여 그곳에 파견되고, 섬의 오래된 방어시설의 지도를 제작하는데 그의 시간을 보낸다.
1814년이 되어서 뒤푸르는 프랑스에 돌아와서 리옹의 방어시설 수리에 대한 공로로 레지옹 도뇌르 훈장을 받는다. 그리고 1817년에는 제네바로 돌아와 제네바 주의 군사기술 담당 사령관이 되고, 동시에 제네바 대학의 수학과 교수가 된다. 그의 임무 중에는 주의 지도를 그리는 것도 포함되어 있었다.
한편, 뒤푸르가 군에서 장군이었던 시기에 뒤푸르 밑에서 복무한 장교들 중에는 황제의 조카인 루이 나폴레옹 보나파르트도 있었다.
1847년에는 스위스의 가톨릭 주들이 연방으로부터 실질적으로 독립하기 위하여, 흔히 존더분트라고 알려진 그들만의 독립 연합을 만들려고 시도하였다. 이에 뒤푸르는 11월 3일부터 11월 29일 사이의 전역에서 연방군 10만명을 이끌고 요한-울리히 폰 살리-소글리오의 지휘하에 있던 존더분트를 패퇴시켰다.
그 뒤 1863년에는 앙리 뒤낭이 설립한 국제 적십자 위원회의 위원이 되어 적십자 위원회의 활동을 돕기도 한다.